# Iku
Iku, Benue-kongoanski narod iz države Kaduna (mjesto krokodila) u Nigeriji, kraja koji je zbog brojnih rijeka koje kroz njega protjeću, pogodan za poljodjelstvo. Iku su poljodjelci kao i ostale skupine iz Kadune. 
Iku uzgajaju proso, kukuruz i grah dok do ostalih zaliha hrane dolaze lovom i uzgojem domaćih životinja, prvenstveno kokoši, koze i ovce, a u jelovnik ulaze, majmuni i iguane koje vrijede kao posebne delicije. Lov, ribolov i trgovina imaju manji značaj. Za lov koriste pse i kao čuvare kuće preko noći. 
Žena se ustaje prije izlaska sunca. Preko dana ona priprema hranu, pomaže mužu u polju, i odlazi u sakupljanje meda, oraha, divljeg voća i drugog bilja, od kojeg se neka koriste u medicinske svrhe.
Mnogi Iku su postalči muslimani, ali mnogi još imaju očuvana stara vjerovanja u duhove i kult dodo, maskiranog rodovskog pretka, prilikom čega se nad mladima vrše obredi inicijacija.
Jezik iku-gora-ankwa, kojim govore narod Iku član je jezične porodice benue-kongo.